# Peleteria honghuang
Peleteria honghuang là một loài ruồi trong họ Tachinidae.